# Аргун (місто)
Аргу́н  (чечен. Устрада-ГІала)— місто в Чечні. Населення 43,4 тисяч чоловік (2024).
Місто розташоване в Чеченській (Грозненській) рівнині, на річці Аргун (права притока річки Сунжа, басейн Терека), за 16 км на схід від Грозного.

## Історія
Місто значно постраждало під час Першої та Другої російсько-чеченських війн.

## Релігія

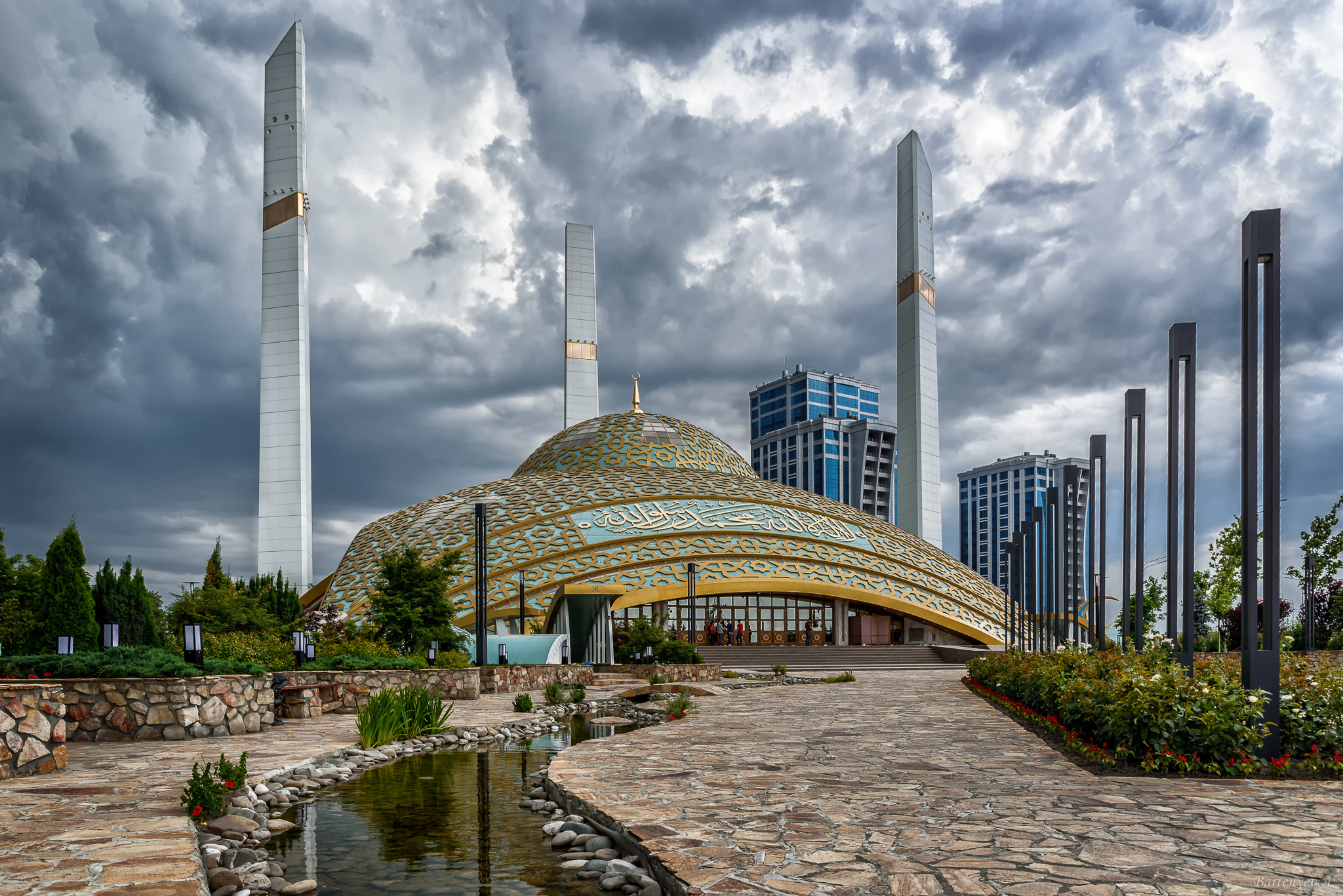
Мечеть імені Аймани Кадирової

Мечеть імені Аймані Кадирової

## Промисловість
Сьогодні Аргун  — динамічно розвивається, як промисловий центр: 
- Цукровий завод;
- ТЕЦ;
- ЖБЗ;
- Борошномельний завод.

У січні 2012 в місті відкрито складальний завод ВАТ «Чеченавто» (виробництво автомобілів «ВАЗ»).

## Відомі люди
- Абдул-Халім Садулаєв (2 червня 1966 року — 17 червня 2006 року) —  голова Вищого Шаріатського суду ЧРІ, Президент Чеченської республіки Ічкерія протягом 2005 — 2006 років, загинув у своєму ж рідному місті.